# Empresas Polar
Empresas Polar is een Venezolaans bedrijf, dat in 1941 als brouwerij, Cervecería Polar, werd gesticht door Lorenzo Alejandro Mendoza Fleury, Rafael E. Lujan en Karl Egger; dat was in Antímano, een wijk van Caracas. Het bedrijf is de grootste en bekendste brouwerij in Venezuela, maar is tegenwoordig ook actief op andere terreinen, zoals als producent van voedingsmiddelen. Het bedient hiermee zowel de binnenlandse- als de buitenlandse markt. 

## Beschrijving
In de jaren veertig begon het bedrijf met de productie van "Cerveza Polar", een lagerbier met een alcoholpercentage van 5%. Empresas Polar groeide uit tot het grootste bierproducerende bedrijf van Venezuela, en bracht merken als "Solera", "Solera Light", "Polar Light", "Polar ICE" en "Polar Zero" op de markt. Een frisdrankmerk is "Maltin Polar", dat een smaak heeft die lijkt op een alcoholvrij biertje en die geschikt is voor alle leeftijden. De naam "Empresas Polar" is afgeleid van de ijsbeer; een afbeelding van het dier staat op de bierflessen. Het bedrijf maakt vijf verschillende soorten lagerbier, met kleine variaties in sterkte en smaak. Producten zijn bijvoorbeeld "Solera""  (6%), ook wel "Verde" genoemd (de fles heeft een groene kleur), "Polarpils" (5%), in de varianten "Nagra" (zwart) en "Negrita" (zwartje), "Solera Light" (4.3%), ook "Azul" genoemd (blauw), "Polar Ice" (4.5%) en "Polar Light" (4%). Er is ook een alcoholvrije variant, die "Polar Zero" heet. 
Het bedrijf verkoopt een grote variëteit aan producten; daarvoor heeft zij veel andere bedrijven overgenomen. Zij produceert snacks, maismeel, de basis voor de meeste maaltijden in Venezuela, consumptie-ijs ("Helados Efe") en frisdranken (merken zijn onder meer "Cervecería Polar", "Refrescos Golden" en flessen Pepsi-Cola en Diet Pepsi voor de Venezolaanse markt). Polar kocht ook  voedselproducent "Mavesa", die mayonaise, ketchup, margarine en een blauwe zeep ("Las Llaves") produceert. 
Het bedrijf heeft een joint venture met de Franse cognacproducent Martell in Lara, waar lokaal wijnen worden geproduceerd onder de naam "Bodegas Pomar". Het bedrijf probeert nog steeds zijn markt te vergroten, onder meer door de export van de producten naar andere landen, waaronder de Verenigde Staten.